# شوح كثيف
الشوح الكثيف نوع نباتي شجري ينتمي إلى جنس الشوح من الفصيلة الصنوبرية.

## الانتشار
موطنه جبال الهملايا من شمال الهند إلى بوتان والصين ونيبال.